# Jan Magierski
Jan Magierski (ur. 23 października 1936 w Lublinie, zm. 31 marca 2021 w Lublinie) – polski artysta fotograf. Członek Okręgu Lubelskiego Związku Polskich Artystów Fotografików. Członek honorowy Lubelskiego Towarzystwa Fotograficznego. Członek Polskiego Towarzystwa Turystyczno-Krajoznawczego.

## Życiorys
Jan Magierski urodził się w Lublinie jako syn Stanisława, fotografa, a zarazem farmaceuty prowadzącego Apteczny Dom Handlowy "Jan Magierski i S-ka" i Danuty z Jankowskich, absolwentki polonistyki na Katolickim Uniwersytecie Lubelskim, harcerki i działaczki społecznej. Absolwent Uniwersytetu Marii Curie-Skłodowskiej na kierunku chemii w 1963, dr nauk rolniczych w 1972.  
Związany z lubelskim środowiskiem fotograficznym, mieszkał i tworzył w Lublinie – fotografował od początku lat 60. XX wieku. Miejsce szczególne w jego twórczości zajmowała fotografia dokumentalna, fotografia krajoznawcza oraz fotografia pejzażowa. W 1961 roku został członkiem rzeczywistym Lubelskiego Towarzystwa Fotograficznego – w czasie późniejszym został członkiem honorowym LTF. Był członkiem lubelskiego Fotoklubu Zamek, w latach 1966–1972 pełnił funkcję prezesa Zarządu Fotoklubu. Od 1971 roku do 1977 był współorganizatorem i kuratorem cyklicznych lubelskich Ogólnopolskich Wystaw Konfrontacje. W 1977 roku został członkiem Komisji Fotografii Krajoznawczej Zarządu Głównego Polskiego Towarzystwa Turystyczno-Krajoznawczego, ww. funkcję sprawował do roku 1981. Był instruktorem fotografii (Wyższe Studium Fotografii Centralnej Poradni Amatorskiego Ruchu Artystycznego CPARA w Warszawie) oraz autorem wielu publikacji o fotografii, historii fotografii – m.in. historii fotografii lubelskiej. 
Jan Magierski był autorem i współautorem wielu wystaw fotograficznych; indywidualnych oraz zbiorowych. Uczestniczył w licznych spotkaniach, prelekcjach poświęconych fotografii oraz historii fotografii. W 1995 roku został przyjęty w poczet członków Oddziału Lubelskiego Związku Polskich Artystów Fotografików (legitymacja nr 696). W 1998 roku został laureatem Nagrody Honorowej im. Fryderyka Kremsera – za osiągnięcia artystyczne w dziedzinie fotografii krajoznawczej.

## Odznaczenia
- Złota Odznaka „Fotograf Krajoznawca” (1977)
- Odznaka „Zasłużony Działacz Kultury” (1979)
- Złoty Krzyż Zasługi (1988)
- Odznaka „Zasłużony Działacz Kultury” (1999)
- Krzyż Kawalerski Orderu Odrodzenia Polski (2001)
- Srebrna Honorowa Odznaka PTTK (2003)
- Złoty Medal „Za Fotograficzną Twórczość”[19]

Źródło

## Publikacje (albumy)
- Portrety i krajobrazy (Lublin 1978)
- Polska fotografia krajobrazowa (Kielce 1985)
- Festiwal Kapel i Śpiewaków Ludowych w Kazimierzu (Lublin 1989)
- Między Wisłą a Bugiem (Lublin 1998)
- Mistrzowie polskiego pejzażu (Kielce 2000)

Źródło